# 15860 Siráň
15860 Siráň eller 1996 HO är en asteroid i huvudbältet som upptäcktes den 20 april 1996 av de båda slovakiska astronomerna Adrián Galád och Dušan Kalmančok vid Modra-observatoriet. Den är uppkallad efter Gustáv Siráň.
Asteroiden har en diameter på ungefär 2 kilometer.